# ممر المركبات مرتفعة الإشغال

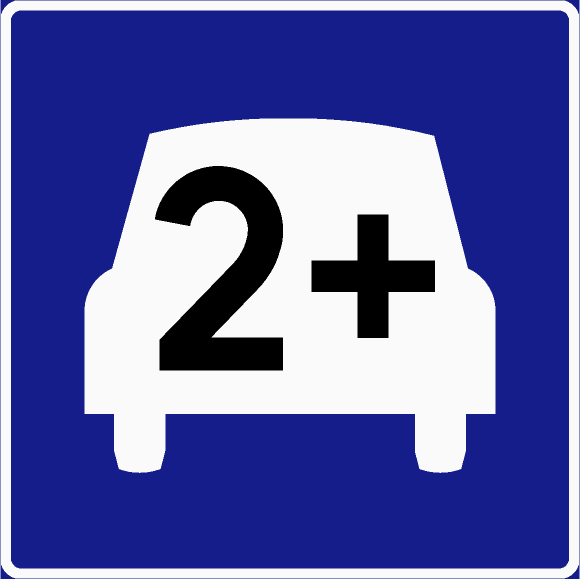

ممر المركبات مرتفعة الإشغال هو طريق مروري مخصص حصرًا للمركبات التي تحمل، إضافة للسائق، راكبًا واحدًا على الأقل، ومنها سيارات وشاحنات وحافلات النقل المشترك. قد تُفرض هذه القيود خلال أوقات الذروة فقط، أو تُطبّق في جميع الأوقات. الحد الأدنى لمستوى الإشغال الطبيعي هو 2 أو 3 أشخاص، لكن العديد من الولايات القضائية تستثني من هذا الحد بعض المركبات الأخرى، ومنها الدراجات النارية والحافلات المستأجرة وسيارات الشرطة والإسعاف والمركبات منخفضة الانبعاثات أو الصديقة للبيئة، إضافة للسيارات الأخرى مقابل دفع رسوم. عادة ما تنشأ ممرات السيارات مرتفعة الإشغال لزيادة متوسط إشغال المركبات المسافرة بهدف تقليل الازدحام المروري وتلوث الهواء، على الرغم من أن فعاليتها تبقى موضع شك.
تمنح خدمات النقل المشترك الإقليمية والمؤسساتية وسيلة للمتنقلين لزيادة نسبة الإشغال لديهم، أما بالنسبة للأماكن التي لا توجد بها مثل هذه الخدمات، يمكن للمشاركة عبر الإنترنت أن تؤدي دورًا مشابهًا. تنتشر في بعض الأماكن ظاهرة، إذ يلتقط السائقون الذين يتنقلون منفردين ركابًا عن الطريق، لمشاركتهم التنقل وذلك لكي يتاح لهم استخدام ممر السيارات مرتفعة الإشغال.

## تاريخها

### الولايات المتحدة
بدأ استخدام ممرات السيارات مرتفعة الإشغال في الولايات المتحدة خلال سبعينيات القرن الماضي وبداية الثمانينيات من القرن نفسه، ليشهد استخدام تلك الممرات نموًا مطردًا بين منتصف الثمانينيات والتسعينيات من القرن العشرين. أُدخل أول ممر للمركبات مرتفعة الإشغال الخدمة في طريق هنري ج. شيرلي السريع في فرجينيا الشمالية وقد افتُتح عام 1969 كممر للحافلات فقط، ليُسمح عام 1973 للسيارات التي تحمل 4 ركاب أو أكثر، فأصبح بذلك أول ممر للسيارات مرتفعة الإشغال يمتد لمسافات طويلة.
في عام 2005، نقل ممري المركبات مرتفعة الإشغال إتش أو في 3+ خلال ساعات الذروة الصباحية 31.700 شخص في 8.600 سيارة بمعدل 3.7 شخص في السيارة الواحدة، بينما نقلت ممرات السيارات الأخرى 50023. شخص في .30021 سيارة بمعدل 1.1 شخص بالمركبة الواحدة. هذا وبلغ متوسط الوقت اللازم لعبور ممر المركبات مرتفعة الإشغال 29 دقيقة مقابل 64 دقيقة للطرقات العادية.
كان ممر الحافلات المعاكس على الطريق 495 في نيوجيرسي ثاني ممر للمركبات مرتفعة الإشغال في الولايات المتحدة، وقد افتُتح عام 1970. يشتهر هذا الممر بكونه الأكثر ازدحامًا خلال ساعات الذروة إذ يتنقل عليه 23.500 خلال ذروة الصباح ليصل الرقم إلى 62 ألف شخص خلال ساعات الذروة الأربعة صباحًا.
كانت التحويلة على جسر الخليج في سان فرانسيسكو أول ممر للمركبات مرتفعة الإشغال في كاليفورنيا، وقد افتتح في أبريل من العام 1970. أما في لوس أنجلس، فكان ممر الباصات «إل موني» الأول من نوعه في المدينة، وقد جرى افتتاحه عام 1973 ليكون متاحًا للحافلات فقط.
بدأت السياسة تتغير بشكل ملحوظ في أكتوبر من العام 1990،عندما أصدرت الإدارة الفيدرالية للطرقات السريعة في الولايات المتحدة مذكّرة تشجّع أهداف ممرات المركبات مرتفعة الإشغال، وتدعو لتطبيقها في أنحاء البلاد. وجّهت السلطات المحلية لتشجيع هذه الظاهرة، فسُنّ قانونين أمريكيين لتطبيقها، واعتبر مرسوم نظافة الهواء أن ممرات المركبات مرتفعة الإشغال ضروري لتحسين جودة الهواء في المدن الأمريكية.
حتى العام 2009، كانت كاليفورنيا الولاية الأكثر تشييدًا لممرات المركبات مرتفعة الإشغال مع 88 ممرًا، تتبعها مينيسوتا بـ83، وواشنطن 41 ممرًا، وتكساس 35، وفرجينيا بـ21 ممرًا عاملًا.

### كندا
افتُتح أول ممر للسيارات مرتفعة الإشغال في كندا في فانكوفر الكبرى وتورونتو في أوائل التسعينيات، تلتها مرافق أوتاوا وجاتينو ومونتريال، ثم كالغاري لاحقًا. اعتبارًا من العام 2010، كان هناك حوالي 150 كلم (93 ميل) من ممرات السيارات مرتفعة الإشغال للطرق السريعة في 11 موقع في بريتيش كولومبيا، وأونتاريو وكيبيك، وأكثر من 130 كلم (81 ميل) من الممرات الشريانية في 24 موقعًا في فانكوفر الكبرى وكالجاري وتورونتو وأوتاوا وجاتينو.
في عام 2006، قدرت وزارة النقل في أونتاريو أنه عند استخدام الركاب في تورنتو ممرات المركبات مرتفعة الإشغال على الطرق السريعة 403 و 404، فإنهم يوفرون 14-17 دقيقة من رحلتهم مقارنة بالمدة اللازمة لإتمام سفراتهم قبل فتح تلك الممرات.هذا وقدر مكتب النقل العام أن حوالي 40% من الركاب كانوا يستخدمون السيارات على الطريق السريع 403 شرقًا في ساعة الذروة الصباحية، مقارنة بـ 14% عام 2003، بينما استخدم 37% من الركاب السيارات على الطريق السريع 403 غربًا في ساعة الذروة المسائية، مقارنة بـ 22% عام 2003. يبلغ متوسط السرعة ساعة الذروة على ممرات المركبات مرتفعة الإشغال 100 كلم بالساعة، بينما يبلغ 60 كلم بالساعة فقط على الطرقات الأخرى. أضيف العديد من الممرات المؤقتة إلى مجموعة من الطرق السريعة من سلسلة 400 في منطقة تورنتو الكبرى بمناسبة دورة ألعاب بان أمريكا 2015، وألعاب بارابان الأمريكية 2015.

## تصميم وعمل ممرات المركبات مرتفعة الإشغال
قد تتكون ممرات المركبات مرتفعة الإشغال من حارة مرور واحدة داخل الطريق الرئيسي مع علامات مميزة، أو طريق منفصل به مسار مرورٍ واحد أو أكثر، إما موازٍ للطرقات العامة أو مفصول عنها فيكون إما فوقها أو أسفلها. على سبيل المثال، يوجد في الطريق السريع 110 في كاليفورنيا أربع ممرات للمركبات مرتفعة الإشغال فوق الطريق الرئيسي.
من المشاكل التي تواجهها ممرات المركبات مرتفعة الإشغال هو احتمال أن يؤدي فارق سرعة الحركة بينها وبين الطريق العام إلى مشاكل في السلامة العامة إذا لم تكن منفصلة عن بعضها بحواجز. وجدت دراسة أجرتها مؤسسة تكساس للمواصلات أن ممرات المركبات مرتفعة الإشغال غير المفصولة بحاجز تسببت في زيادة قدرها 50% في الإصابات جراء حوادث السير.

## المركبات المرخص مرورها في ممرات المركبات مرتفعة الإشغال
تتضمن هذه المركبات:
- سيارات النقل الخصوصي وسيارات الأجرة، مع تحديد الحد الأدنى لعدد الركاب فيها، ويتضمن هذا الرقم الأطفال (المولودين)[12]
- السيارات الصديقة للبيئة حتى ولو كانت تقل شخصًا واحدًا ومنها السيارات الكهربائية والسيارات الهجينة[13]
- السيارات الخصوصية حتى لو كانت تقل راكبًا واحدًا وذلك مقابل بدل مالي
- الدراجات النارية، وهي مسموحة في الولايات المتحدة، أما في أونتاريو فيسمح لها بالمرور إذا كانت تقل شخصين.[14]
- الحافلات المصممة لنقل 16 شخصًا أو أكثر من ضمنهم السائق[15]
- سيارات الخدمات العامة إذا كانت تتنقل استجابة لحالات طارئة[15]
- الدراجات الهوائية[14]

لم تسمح ممرات نيويورك بمرور الدراجات النارية قبل العام 2008، لكنها تراجعت عن المنع تنفيذًا لقرار حكومي فيدرالي.

## فعاليتها
وفقًا لبيانات عام 2009 من الإحصاء السكاني الأمريكي، يذهب 76% من المواطنين إلى عملهم لوحدهم، بينما يتشارك 10% فقط مهم النقل. تبلغ نسبة الذين يقودون لوحدهم إلى مكان العمل 82% في الضواحي.
أتاحت بعض الولايات ممرات المركبات مرتفعة الإشغال لجميع السيارات بغض النظر عن عدد ركابها وذلك مقابل بدل مادي.
تُعتبر هذه الممرات وسيلة فعالة لإدارة حركة المرور بعد الكوارث الطبيعية، كما رأينا في مدينة نيويورك بعد إعصار ساندي في أكتوبر من العام 2012. في ذلك الوقت حظر عمدة المدينة بلومبرغ المركبات التي يقل عدد ركابها عن ثلاثة من دخول مانهاتن. أثر هذا التقييد على جميع الجسور والأنفاق التي تدخل المدينة باستثناء جسر جورج واشنطن.

## الانتقادات
يعتقد منتقدو ممرات المركبات مرتفعة الإشغال أن هذه الممرات غير مستعملة بالشكل الكافي. من غير الواضح ما إذا كانت هذه الممرات تستخدم بالشكل الكافي لتعوّض عن الوقت المهدور على الطرقات العامة.

## حوادث
عام 1995، توفي 6 أشخاص في اصطدام مروري بسبب خطأ في العلامات على مدخل أحد الممرات في بيتسبرغ بنسلفانيا.